# Història d'Europa
La història d'Europa es refereix al conjunt de successos relatius al continent europeu, des que va ser poblat pels primers éssers humans fins avui dia.
Homo sapiens hauria aparegut fa uns 130.000 anys a Àfrica, segons l'opinió científica majoritària. L'arribada d'Homo sapiens a Europa podria haver-se donat des del Pròxim Orient a Europa, on es van assentar entre 40.000 i 25.000 aC (Paleolític superior).
L'antiguitat clàssica està dominada per l'influx de la civilització grecollatina sobre la resta d'Europa. La fragmentació política d'Europa i els successius intents forçats d'unificació van sumir el continent en nombrosos conflictes i guerres durant l'edat mitjana, com la Guerra dels Cent Anys (que va durar més d'un segle).
L'edat moderna marca per a Europa l'inici de processos que molt de temps després donaran lloc a la globalització, i és el temps en el qual els conflictes bèl·lics es van fer cada vegada més desastrosos, com l'anomenada Guerra dels Trenta Anys. Els processos econòmics i el desenvolupament científic i tecnològic es van accelerar en comparació amb altres continents de manera molt més notòria durant l'edat contemporània, produint tensions per competències que van desencadenar més guerres (com les guerres napoleòniques i les guerres mundials). Avui, els processos tendents a la unificació es procuren pacíficament, tal és el cas de la formació de la Unió Europea, si bé no els eximeix d'avanços i reculades.

#### Historiografia de la història d'Europa

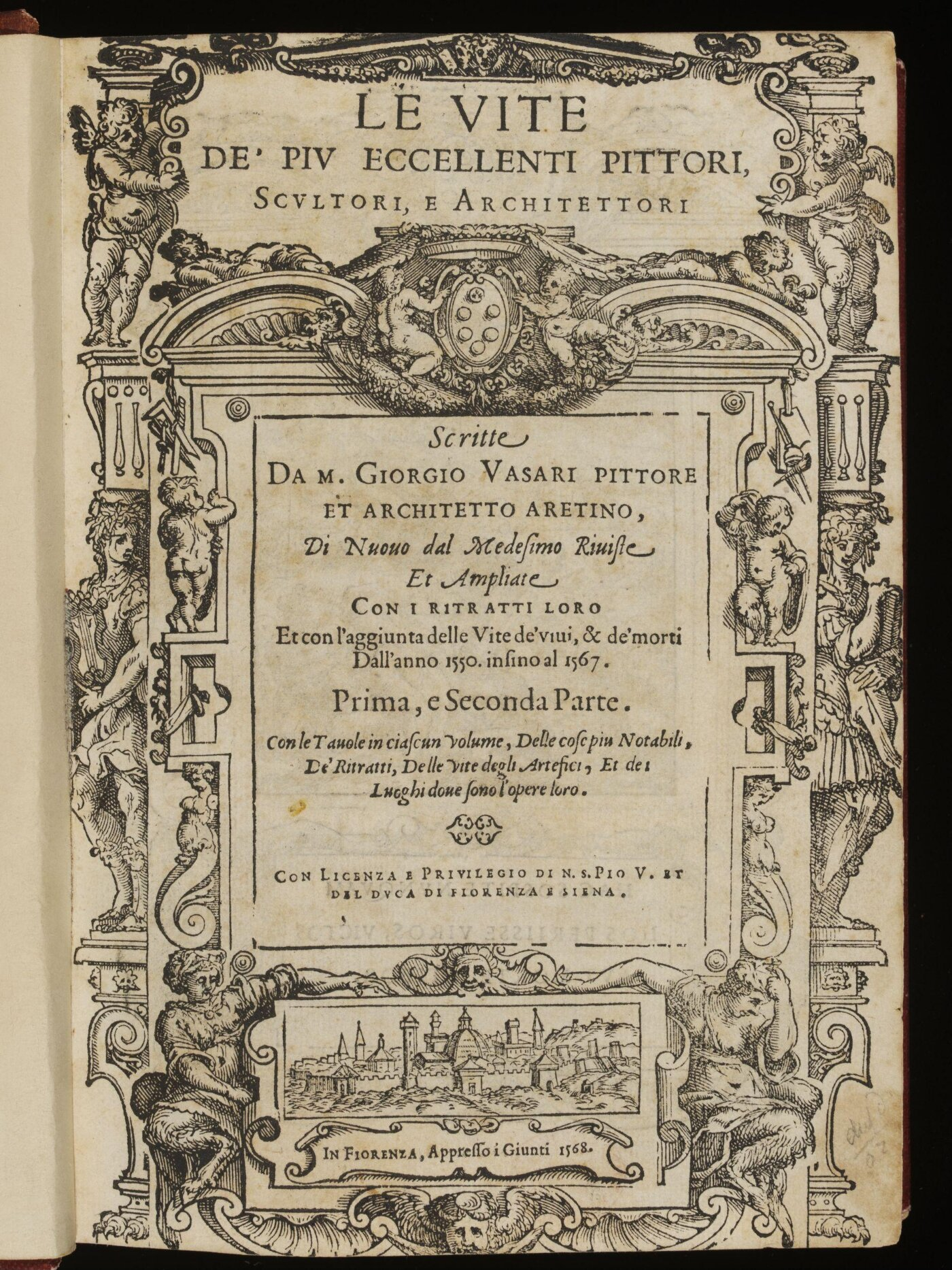
Vides d'artistes, de Vasari. S'hi fa el primer treball historiogràfic a la història sobre l'art.

#### La idea d'Europa

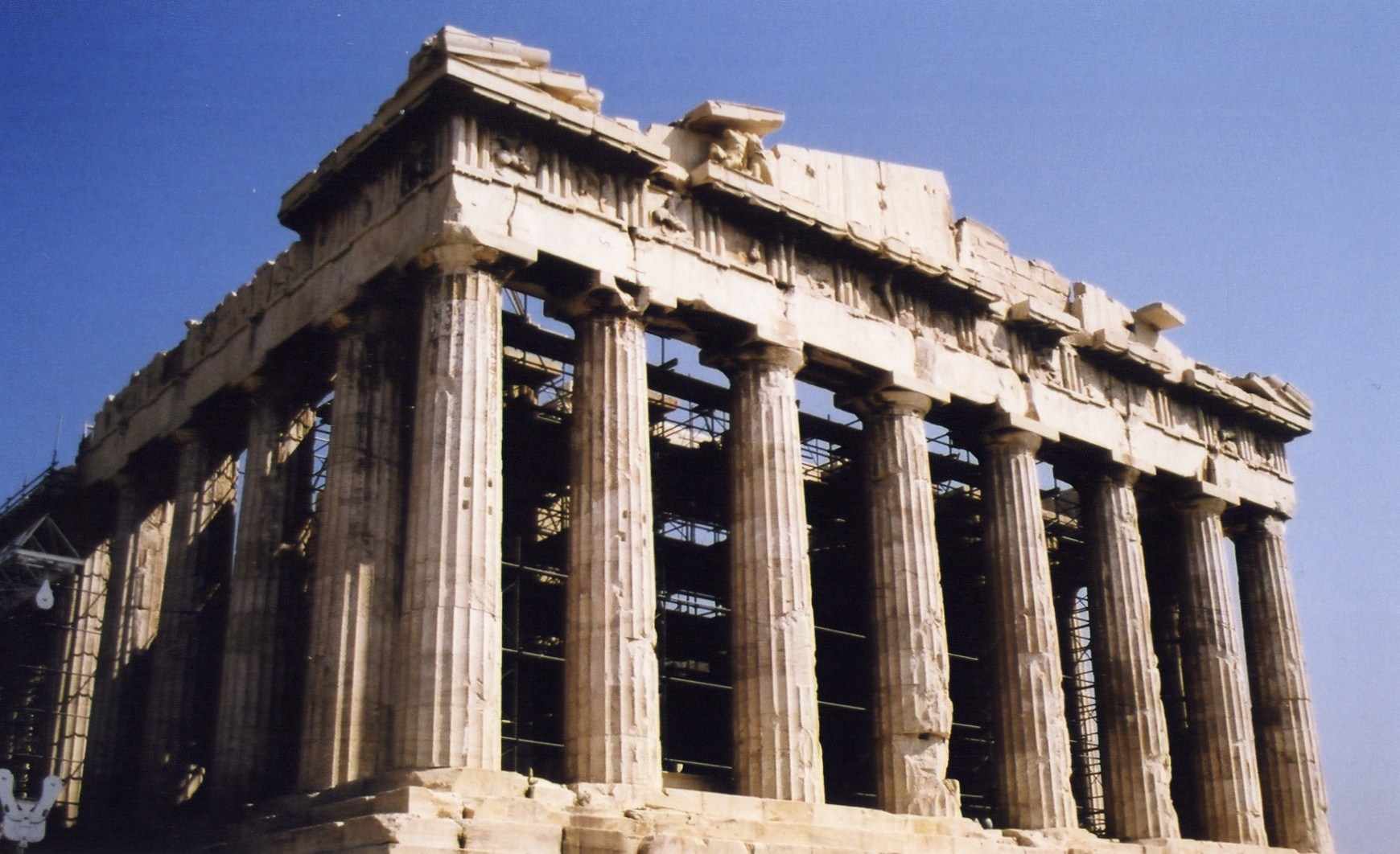
El Partenó de l'Acròpoli d'Atenes és un símbol universal de l'antiga Grècia i l'un dels principals testimoniatges de la civilització occidental. Ben sovint es recorre a aquesta imatge per il·lustrar la idea d'Europa.

## Prehistòria

Possibles rutes migratòries dels humans prehistòrics durant el Paleolític superior

#### Paleolític

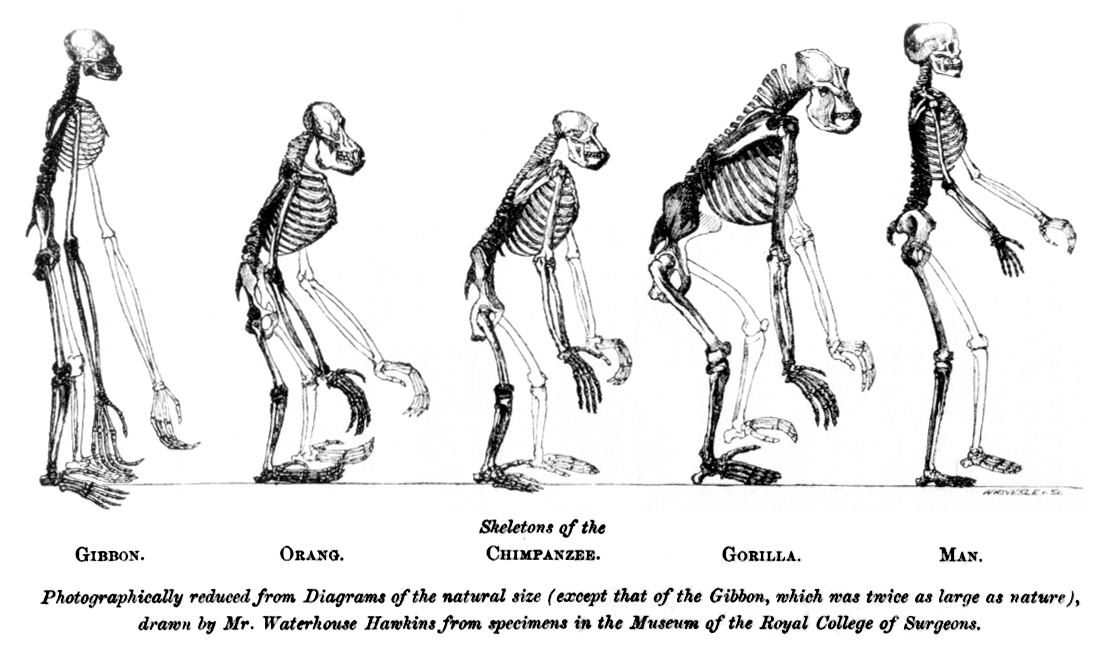
Aquesta il·lustració fou el frontispici del llibre de Thomas Henry Huxley Evidence as to Man's Place in Nature (1863.

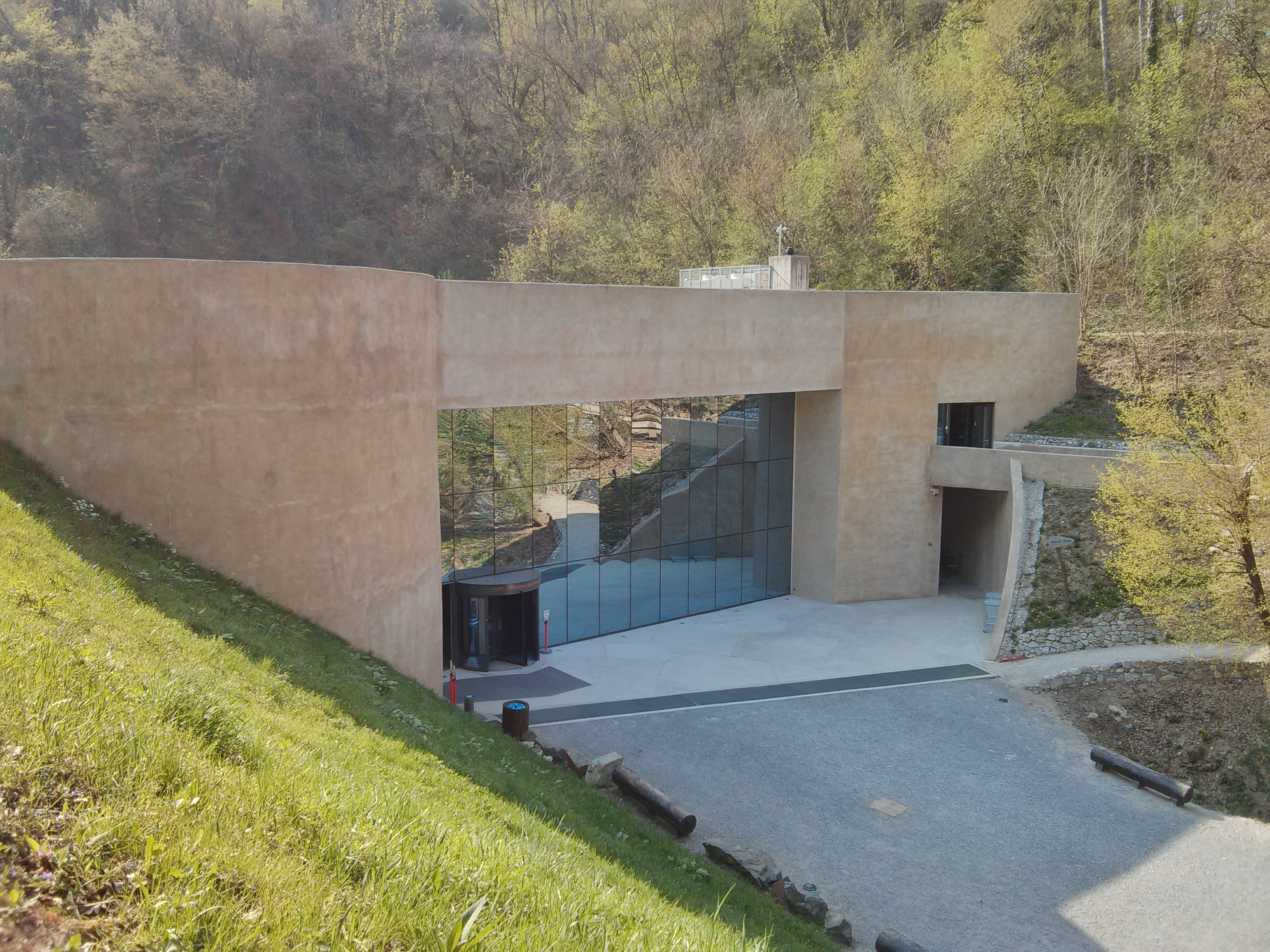
Museu Neandertal de Krapina, Croàcia

## Historiografia